# Chełmiec (Basse-Silésie)
Pour les articles homonymes, voir Chełmiec.
Chełmiec (en allemand : Kolbnitz) est une localité polonaise de la gmina de Męcinka, située dans le powiat de Jawor en voïvodie de Basse-Silésie.

## Géographie
Le village se situe dans la rßegion gistorique de Basse-Silésie, à environ six kilomètres à l'ouest de Jawor et à 66 kilomètres à l'ouest de Wrocław.